# Nesthy Petecio
Nesthy Petecio (Santa Cruz, 11 april 1992) is een Filipijns amateurbokser. Petencio won in 2019 het wereldkampioenschap boksen voor vrouwen. Twee jaar later veroverde ze op de Olympische Spelen in Tokio een zilveren medaille. Dit betekende de eerste medaille voor een Filipijnse vrouwelijke boksers uit de geschiedenis van de Olympisch Spelen.

## Biografie
Nesthy Petecio werd geboren op 11 april 1992 in Santa Cruz in de Filipijnse provincie Davao del Sur. Petecio begon al op jonge leeftijd met boksen. Ze werd reeds op 11-jarige leeftijd opgenomen in de Filipijnse nationale selectie.
Petecio won zilveren medailles op de Zuidoost-Aziatische Spelen van 2011 en van 2013. Tussendoor won Petecio in 2012 een bronzen medaille op de Aziatische kampioenschappen. In 2014 veroverde ze een zilveren medaille op de Wereldkampioenschappen boksen vrouwen in Zuid-Korea. In de finale verloor ze van de Russische Zinaida Dobrynina.
In 2019 veroverde ze op het Wereldkampioenschappen boksen vrouwen haar eerste wereldtitel. Later dat jaar won ze  tevens de gouden medaille op de  Zuidoost-Aziatische Spelen van 2019. Op de Olympische Zomerspelen van 2020 versloeg Petecio onder mee de Columbiaan Yeni Arias in de kwartfinale en Europees kampioen Irma Testa uit Italië in de halve finale. In de finale verloor ze echter van de Japanse Sena Irie. Haar zilveren medaille betekende echter wel de eerste medaille voor een vrouwelijke Filipijnse bokser in de geschiedenis van de Olympische Spelen.
In maart 2024 kwalificeerde Petecio zich voor de tweede maal voor de Olympische Zomerspelen door winst in de halve finale van het Olympisch kwalificatietoernooi in Italië op de Turkse Esra Yildiz. Ze zal bij de Olympische Zomerspelen van 2024 in Parijs deelnemen in de categorie vedergewicht.